# Sveti Servacije
Sveti Servacije ili Servacije iz Tongerena (lat. Servatius, niz. Servaas; Armenija – Maastricht, 384.) bio je armenski biskup i svetac, biskup Tongerena. 

## Život
Vjerojatno je bio podrijetlom iz Armenije. Aktivno je sudjelovao na saborima u Sofiji i Riminiju, održanim 343. odnosno 359. godine, gdje je podržavao pravovjerje. Servacije je bio prvi evangelizator prostora današnje Belgije nakon Nicejskog sabora 325. i prvi biskup Tungroruma. Njegovi posmrtni ostaci čuvaju se u Maastrichtu, u bazilici Svetog Servacija.

## Štovanje
Katolička Crkva štuje ga kao sveca. Romaničke crkve u Maastrichtu i Quedlinburgu nazvane su po njemu.
U popularnoj kulturi, a posebno u popularnim shvaćanjima o meteorologiji, sveti Servacije (čiji blagdan pada 13. svibnja) dio je, zajedno sa svetim Mamercijem, Pankracijem, Bonifacijem iz Tarsa i Sofijom Rimskom, takozvanih ledenih svetaca mjeseca svibnja.